# 万家乡 (旺苍县)
万家乡，是中华人民共和国四川省广元市旺苍县曾经下辖的一个乡。

## 行政区划
万家乡撤销前下辖以下地区：
阳雀村、金星村、群建村、春坪村、友谊村、自生村、西陵村和民主村。